# Chevalier de Lorraine
Philippe de Lorraine, az úgynevezett Lotaringiai lovag vagy Lotaringia lovagja (franciául Chevalier de Lorraine), (1643. – Párizs, 1702. december 8.) francia arisztokrata, a Guise és a Lotaringiai család tagja. Ő volt Fülöp orléans-i hercegnek, XIV. Lajos francia király öccsének, a Monsieur-nek szeretője.

## Származása, családja
Philippe de Lorraine Harcourt gróf és grófné második fiaként látta meg a napvilágot. Édesapja, Henri de Lorraine, volt a Harcourt grófi cím első viselője 1605-ben. Henri a királyi udvar főistállómestere volt, ő felelt a király és kíséretének ünnepélyes szállításáért. Monsieur le Grand-ként emlegették, fia volt a Monsieur le Petit. Harcourt grófné az egyik legrégebbi francia arisztokrata család, a Cambout-k tagja volt, vissza tudta vezetni a családfájukat egészen a XI. századig. Bátyja, Louis, Armagnac grófja, Catherine de Neufville férje volt, aki XIV. Lajos francia király kormányzójának, Nicolas de Neufville de Villeroynak a fiatalabb lánya volt.
A Lotaringiai lovag négy apátságnak volt címzetes apátja: Saint-Père de Chartres, Tiron, Saint-Benoit-sur-Loire és Saint-Jean-des-Vignes de Soissons.

## Az udvarban
Lotaringia lovagja, akit úgy írtak le, hogy olyan szép mint egy angyal, hamar a pompakedvelő udvarba került, az orléans-i herceg udvaroncaként, aki köztudott homoszexuális hajlamaiból adódóan viszonyt  folytatott nem eggyel közülük. Philippe nem sokkal később a Monsieur legnagyobb hatalommal bíró kegyeltje lett.
1661-ben az orléáns-i herceg, bátyja, a király parancsára házasságot kötött a Stuart-házból való Stuart Henrietta Anna angol királyi hercegnővel, ám a házasság nem volt boldog, a Monsieur ugyanúgy folytatta viszonyait, kicsapongásait, és nem sikerült háttérbe szorítania a szép Lotaringiai lovagot. Mivel egy fedél alatt éltek a párizsi Palais-Royalban és Saint-Cloudban, a lovagnak bőven volt lehetősége intrikálni az ifjú feleség ellen, ami végképp elnyerte az udvar és még a király ellenszenvét is, aki gyengéd érzelmeket táplált a Madame iránt, akinek sikerült rávennie XIV. Lajost, hogy börtönözzék be a lovagot, először Lyon közelében, majd a földközi-tengeri szigeten lévő Iff várába akarták vitetni, de végül pedig Rómába száműzték.
Henrietta Anna 1670-ben bekövetkezett halála után azonnal felröppentek a pletykák miszerint a lovag keze van a dologban, ugyanis mindenki tudott a köztük lévő kölcsönös ellenszenvről, így az udvar arra gyanakodott, hogy Lotaringia lovagja mérgeztette meg a hercegnét. Azonban, a boncolások szerint a halál egy hashártyagyulladás nyomán kialakult fekély, majd hasfali perforáció miatt következett be. A mérgezési üggyel kapcsolatban a Monsieur több udvaroncának neve is szóba került, ám senkit nem fogtak perbe. Lotaringia lovagja azzal védekezett, hogy a Madame halálának idején Rómában tartózkodott.
Philippe de Lorraine-t kortársai illetlennek, brutálisnak, kicsapongónak és hiúnak írták le. Nem volt kétsége afelől, hogy ő a Monsieur életének nagy szerelme, s teljesen jogosnak tartotta elfogadni azt a rengeteg értéket, amivel emez elhalmozta. A királyt zavarta, hogy öccsét orránál fogva vezetik, ezért az igazságszolgáltatás segítségével próbálta eltávolítani Lotaringia lovagját és a többi kegyencet öccse környezetéből, ám bizonyítékok hiánya és a lovag egyre nagyobb befolyásának köszönhetően mindez nem sikerült.
1671-ben a Monsieur kénytelen volt újból megnősülni. Ezúttal Erzsébet Sarolta pfalzi hercegnőt vette feleségül, aki szintén a lovag legújabb céltáblája lett, megkeserítve a német hercegnő amúgy sem túl boldog házasságát, hisz továbbra is el kellett viselnie a kegyencek uralmát.
1682-ben, Lotaringia lovagját ismételten száműzték azzal a váddal, miszerint elcsábította és homoszexuális viszonyt létesített az ifjú Vermandois gróffal, XIV. Lajos és Louise de La Vallière kegyencnő törvénytelen fiával. Ám a Monsieur tiltakozására és könyörgésére Philippe újra hazatérhetett.
Lotaringia lovagja Fülöp herceg kegyence maradt a Monsieur élete végéig.

## Halála
A Monsieur 1701-ben bekövetkezett halála után Lotaringia lovagja Párizsba költözött, sok értékét azonban nem vihette magával a Palais-Royal-ból. Az apátságából bejövő hasznokból élt. Körülbelül 59 éves korában, 1702-ben halt meg, szélhűdési roham következtében, egy nőkkel töltött éjszaka után.